# 후쿠에 공항
후쿠에 공항(일본어: 福江空港)은 일본 나가사키현 고토시에 있는 지방관리 공항이다.

## 역사
- 1960년 1월 비행장 설치 허가.
- 1963년 10월 활주로 1,100m로 개항. 나가사키 항공이 나가사키 노선 취항.
- 1967년 12월 나가사키항공의 나가사키 공항 노선을 전일본공수로 양도.
- 1973년 3월 활주로 1,200m로 확장.
- 1976년 12월 활주로 1,500m로 확장, 전일본공수가 후쿠오카노선 취항
- 1981년 4월 나가사키 항공이 카미고토 공항 노선 주 3회 취항.
- 1986년 4월 활주로 1,600m로 확장.
- 1988년
  - 9월 새 터미널빌딩 사용.
  - 10월 활주로 2,000m로 확장, 전일본공수 후쿠오카 노선에 보잉 737기 취항.
- 1996년 7월 에어 닛폰이 간사이 국제공항 노선 취항.
- 2002년
  - 4월 오리엔탈 에어 브릿지가 나가사키, 오사카 이타미노선 취항
  - 10월 오리엔탈 에어 브리지 후쿠오카 취항, 이타미 노선 운휴.
- 2003년 8월 오리엔탈 에어 브리지 후쿠오카노선 운휴.
- 2009년 11월 오리엔탈 에어 브리지가 전일본공수와 코드쉐어 체결, 후쿠오카 노선 개설.
- 2014년 3월 애칭이 고토츠바키(つばき:동백) 공항으로 결정.

## 운항 노선
| 항공사               | 목적지             |
| -------------------- | ------------------ |
| 오리엔탈 에어 브리지 | 후쿠오카, 나가사키 |